# Gorenje Blato
Gorenje Blato je naselje na jugovzhodnem robu Ljubljanskega barja v Občini Škofljica.

## Geografija
Gorenje Blato je sestavljeno iz treh delov. Na skrajnem severu je staro vaško jedro, ki ga sestavlja 16 domačij. Približno kilometer južno je zaselek Podblato, ki ga oblikuje Strojánova domačija. Na tej lokaciji je še v drugi polovici 20. stoletja deloval mlin. Med obema starodavnima deloma vasi je od sedemdesetih let 20. stoletja zraslo desetine vikendic, od začetka 90. let pa pretežno družinskih stanovanjskih hiš. Številni priseljenci so povsem spremenili značaj naselja, ki se je iz povsem kmečke vasi spremenilo v večinoma spalno naselje občanov zaposlenih v Ljubljani.
Stoletja je bilo Gorenje Blato del Župnije Šmarje, po letu 1976 pa spada v novoustanovljeno Župnijo Škofljica.

## Prebivalstvo
Število prebivalcev je v 19. stoletju počasi naraščalo in doseglo vrh na prelomu stoletja. V 20. stoletju se je trend obrnil navzdol, tako da se je v 80. letih prebivalstvo prepolovilo. Nekoliko je število prebivalcev upadlo zaradi izseljevanja v Ameriko in zaradi obeh svetovnih vojn, večinoma pa zaradi izseljevanja v Ljubljano, saj slaba razvitost javnega transporta ni omogočala enostavne dnevne migracije na delo v Ljubljano. Število prebivalcev je doseglo najnižjo točko tik pred osamosvojitvijo Slovenije. V začetku 90. let se je začelo množično priseljevanje in gradnja številnih novih stanovanjskih hiš, kar je povsem spremenilo demografsko strukturo do tedaj povsem vaškega naselja. 
Število prebivalcev na Gorenjem Blatu 1869-2002

## Zgodovina
Ob koncu srednjega veka je Gorenje Blato skoraj v celoti pripadalo posesti Kranjskega deželnega vicedoma. Vicedomski urbar iz leta 1496 navaja županijo Moss, ki je obsegala poleg Gorenjega Blata (4½ hube) še Gumnišče (3 hube). Edina huba, ki tedaj ni pripadala vicedomski posesti, je bila podložna beneficiju kaplanije Sv. Trojice v Ljubljanski stolnici.
Fevdalno gospostvo blaškim kmetijam se potem ni spreminjalo vse do sredine 18. stoletja, ko je bil v reformah cesarice Marije Terezije Kranjski vicedomski urad ukinjen. Tedaj je celotno vicedomsko posest na Gorenjem Blatu pridobil Avguštin I. Codelli  (gospostvo Thurnau). Po smrti Avguštinovega naslednika Jožefa Antona Codellija se je leta 1797 gospostvo Thurnau razdrobilo z delitvijo med brate. Blaška posest je pripadla Avguštinu II. Codelliju, ki je svoj del gospostva Thurnau pripojil gospostvu Kodeljevo (Herrschaft Thurn). Blaška posest je nato ostala pod kodeljevskim gospostvom vse do ukinitve fevdalizma z zemljiško odvezo leta 1848, ko je bil gospodar Kodeljevega Anton IV. Codelli, kasnejši deželni glavar Kranjske.
Ob zatonu Ilirskih provinc se je 12. septembra 1813 med griči severno od vasi - med Šmarjem, Gumniščem in Škofljico - odvijala velika bitka med avstrijsko in francosko-italijansko vojsko (Bitka pri Šmarju). Francosko vojsko, ki je štela 6000 mož, so premagale bistveno šibkejše avstrijske čete iz hrvaškega regimenta Grádiških graničarjev, ki jih je vodil polkovnik Bogdan Milutinović. V spomin na to bitko so nad Glinkom v prvi polovici 19. stoletja postavili Rusovo kapelico.
V 19. stoletju je tik ob starem jedru vasi obratoval velik kamnolom. Po prenehanju obratovanja so v kamnolomu zgradili Žnidarjevo domačijo.
Prva svetovna vojna je zahtevala visok krvni davek, padlo je 6 mladih mož: Anton Bedenčič (Pavlinov), Jožef Dolinšek (Figarjev), Anton Hočevar (Hočevarjev; padel 1915 v Galiciji kot pešec pri 17. pehotnem polku), Janez Predalič (Balentov), Vinko Šerjak (Krčonov) in Janez Zrnc. Jožef Šerjak (* 1894, † 198?, Krčonov), ki je služil pri 17. pehotnem polku, je pridobil čin poročnika v rezervi  in bil odlikovan z Najvišjim pohvalnim priznanjem z meči; kasneje se je pridružil branilcem severne meje, enotam generala Rudolfa Maistra. 
Med drugo svetovno vojno so v partizanih padli Anton Dolinšek (Figarjev, † nov.1944), Jože Samec (Gabrov, † nov.1943), Franc Samec (Gabrov, † nov.1943) in Jože Gantar. Okupatorji so na domu ubili Janeza Strleta (Rudolfov ,† maj 1942).

### Ime naselja
V zgodovinskih virih se Gorenje Blato pojavlja pod naslednjimi imeni: vila Mos (1267), Moss (1496), Khottendorff (1642), Blato, Blatto, Oberblato, Ober Blatu, Ober Blattu, Hudo blato.

### Upravna zgodovina
Do leta 1849 je Gorenje Blato spadalo pod upravni in sodni okraj Višnja Gora, z upravno reformo leta 1849 pa je bilo uvrščeno v C.k. okrajno poglavarstvo Ljubljana in v C.k. davčni urad Ljubljanska okolica. Ob ustanovitvi občin na Kranjskem leta 1850 je bilo vključeno v občino Šmarje, katere del je ostalo do konca druge svetovne vojne. Leta 1945 je bilo vključeno v kraj Škofljica, pod upravo Krajevnega ljudskega odbora Škofljica. Višji upravni nivo je bil takrat Okraj Ljubljana-okolica, ki je spadal v Ljubljansko okrožje. Leta 1952 je bilo Blato vključeno v Občino Škofljica, ki je nastala z združitvijo krajev Škofljica in Pijava gorica. Leta 1955 je Blato postalo del nove občine Ljubljana-Rudnik, ki je nastala z združitvijo dotedanjih občin Škofljica in Ig ter jugovzhodnega dela Ljubljane in ljubljanskega predmestja; sedež nove občine je bil v Ljubljani. Med letoma 1963 in 1994 je Blato spadalo v Občino Ljubljana Vič-Rudnik. Od leta 1994 dalje spada v Občino Škofljica.

## Naravna dediščina
Naravna vrednota Strajanov breg. Ozka in podkvasto zavita dolini zgornjega toka potoka Strajanov breg je zavarovana kot naravna vrednota državnega pomena. Območje NV, ki meri 25,5 ha, obsega vse tri povirne krake potoka med vasema Drenik in Vino in seže do konca doline pri Strojanovi domačiji, na robu Ljubljanskega barja. Mokrotna dolina je naravovarstveno pomembna zaradi rastišča zelo redke orhideje Loeselove grezovke (Liparis loeselii).
Naravna vrednota Dragel - mokrotna dolina.  Vzhodno od vasi je v dolomitno pobočje vrezana pahlača mokrotnih dolin. Najjužnejša dolina je zavarovana kot naravna vrednota lokalnega pomena. Območje NV meri 3 ha. V osrednjem delu doline je bazično nizko barje s črnikastim sitovcem (Schoenus nigricans), ki sodi v Evropi med ogrožene habitatne tipe. V dolini je veliko rastišče v Sloveniji redke in ogrožene rastlinske vrste, navadne rezike (Cladium mariscus). Območje je ogroženo zaradi zaraščanja in zaradi osuševalnega jarka, ki so ga v začetku 90-ih let 20. stol. skopali po sredini doline.

## Kulturna dediščina
Krčonova kašča. Na dvorišču Krčonove domačije stoji kašča iz sredine 19. stoletja. Spodnji del stavbe je v breg zidana klet, na kateri stoji lesena kašča z dvema ločenima prostoroma. Izdelana je iz lepo obdelanih brun. Vhod v kaščo vodi po lesenem ganku, ki je ob čelni in stranski vhodni fasadi. Streha je strma simetrična dvokapnica. Na lesenem podboju vrat v zidano klet je letnica 1856.
Kapelica Matere božje. V dolini severovzhodno od starega jedra vasi stoji ob potoku kapelica zaprtega tipa, zidana v poznobaročni tradiciji konec 18. stoletja. V notranjosti je lesen oltar z Marijo.
Strojánova domačija. Samotna domačija na skrajnem južnem robu vasi obsega pritlično podolžno hišo z mlinom, v breg zidan hlev z leseno drvarnico in podom nad njim, ter toplar, podaljšan z vezanim kozolcem. Domačija izhaja iz druge polovice 19. stoletja in ima ambientalni pomen.

## Rojeni na Gorenjem Blatu
- Anton Kerčon (*1833, † 1906), rimskokatoliški duhovnik in šolnik (Krčonov)
- Jožef Kerčon (*1821, † 1903), nabožni pisatelj in rimskokatoliški duhovnik, častni občan občine Predoslje
- Jernej Šerjak (*1865, † 1931), ljubljanski politik in gospodarstvenik, častni občan mesta Ljubljana
- Janez Šerjak (*8. 11. 1878), oče pesnika Jožeta Šerjaka (*1918, †1945)

## Slike
- Franciscejski kataster 1823